# Neferhotep I
Khasekhemre Neferhotep I là một vị pharaon Ai Cập thuộc giai đoạn giữa của vương triều thứ 13, ông đã trị vì trong giai đoạn nửa sau của thế kỷ thứ 18 TCN trong một thời kỳ được nhắc đến như là giai đoạn cuối thời kỳ Trung Vương quốc hoặc đầu thời kỳ Chuyển tiếp thứ Hai, tùy thuộc vào học giả. Ông là một trong những vị vua được chứng thực tốt nhất của vương triều thứ 13, Neferhotep I đã cai trị trong 11 năm.
Ông là cháu nội của một thị dân không thuộc hoàng tộc đến từ một gia đình ở Thebes cùng với một truyền thống quân sự, mối quan hệ của Neferhotep I với vị tiên vương của ông là Sobekhotep III lại không rõ ràng và có thể ông đã cướp ngôi. Neferhotep I có thể đã sống cùng thời với các vị vua Zimri-Lim của Mari và Hammurabi của Babylon. Ít điều được biết đến về các hoạt động của ông trong suốt triều đại kéo dài một thập kỷ của ông và nguồn văn kiện quan trọng nhất còn sót lại từ triều đại của ông đó là một tấm bia đến từ Abydos thuật lại việc tạo nên một bức tượng của thần Osiris và quyết định của Neferhotep rằng nó được tạo ra "do chỉ thị bởi các vị thần vào buổi đầu của thời đại".
Vào cuối triều đại của mình, Neferhotep I đã chia sẻ ngai vàng với người em trai Sihathor, một giai đoạn đồng nhiếp chính đã kéo dài một vài tháng đến một năm. Sihathor đã sớm qua đời trước Neferhotep, ông sau đó có thể đã bổ nhiệm một người em trai khác là Sobekhotep IV làm đồng nhiếp chính. Trong bất cứ trường hợp nào, Sobekhotep IV đã kế vị Neferhotep I ngay sau đó, và đã cai trị toàn bộ Ai Cập suốt gần 1 thập kỷ. Triều đại của hai anh em họ đã đánh dấu giai đoạn đỉnh cao của vương triều thứ 13.

## Gia đình

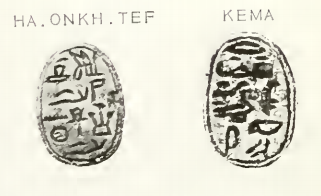
Các Con dấu hình bọ hung thuộc về "Người giữ ấn hoàng gia, cha của vị thần Haankhef", cha của Neferhotep I và "thành viên của tầng lớp ưu tú, người con gái của đức vua Kema", người con gái của Neferhotep I.

### Dòng dõi
Neferhotep I dường như đến từ một gia đình không thuộc hoàng gia ở Thebes cùng với một truyền thống quân sự. 
Ông nội của ông, Nehy, giữ tước hiệu "Chỉ huy của một trung đoàn thị trấn". Nehy đã cưới một người phụ nữ tên là Senebtysy. Không có gì được biết đến về bà ngoại trừ việc bà nắm giữ tước hiệu phổ biến "Công nương của ngôi nhà". Người con trai duy nhất được biết đến của họ có tên là Haankhef.
Haankhef luôn luôn xuất hiện trong các nguồn với vai trò là "Cha của vị thần" và "Người giữ ấn hoàng gia" và người vợ của ông ta Kemi là "người mẹ của đức vua", điều này chỉ ra rằng không ai trong số họ có gốc gác hoàng gia. Mối quan hệ cha con giữa Neferhotep và Haankhef được xác nhận một cách trực tiếp thông qua một số các con dấu bọ hung đến từ El-Lahun mà tại đó Haankhef được nói là cha của Neferhotep. Haankhef cũng được ghi lại rõ ràng là cha của Neferhotep I trong cuộn giấy cói Turin, một bản danh sách vua được biên soạn vào giai đoạn đầu thời đại Ramesses và giữ vai trò là nguồn sử liệu chính cho các vị vua thuộc giai đoạn này. Đây là một sự kiện cực kỳ hiếm hoi vì cuộn giấy cói Turin thường chỉ ghi lại tên của các pharaon trong khi những người không thuộc hoàng gia bị loại khỏi bản danh sách này. Ngoài Haankhef, ngoại lệ duy nhất khác cho quy tắc này chính là cha của Sobekhotep II.
Các nhà Ai Cập học lưu ý rằng thay vì giấu đi dòng dõi không thuộc hoàng gia của mình, Neferhotep I, vị tiên vương của ông Sobekhotep III, và vị vua kế vị ông Sobekhotep IV, đã công bố chúng rõ ràng trên những tấm bia và các con dấu bọ hung của họ. Điều này lại mâu thuẫn với phương pháp truyền thống của người Ai Cập, mà tại đó tính hợp pháp của vị vua mới dựa chủ yếu vào mối quan hệ cha con của ông ta. Những sự công bố về dòng dõi không thuộc hoàng gia này có thể được thực hiện để vạch rõ ranh giới giữa các vị vua trên với những vị tiên vương của họ, đặc biệt là Seth Meribre, người có các công trình kỷ niệm bị chiếm đoạt và xóa bỏ. Lý do cho điều này hiện vẫn chưa được biết.

### Hậu duệ và sự kế vị

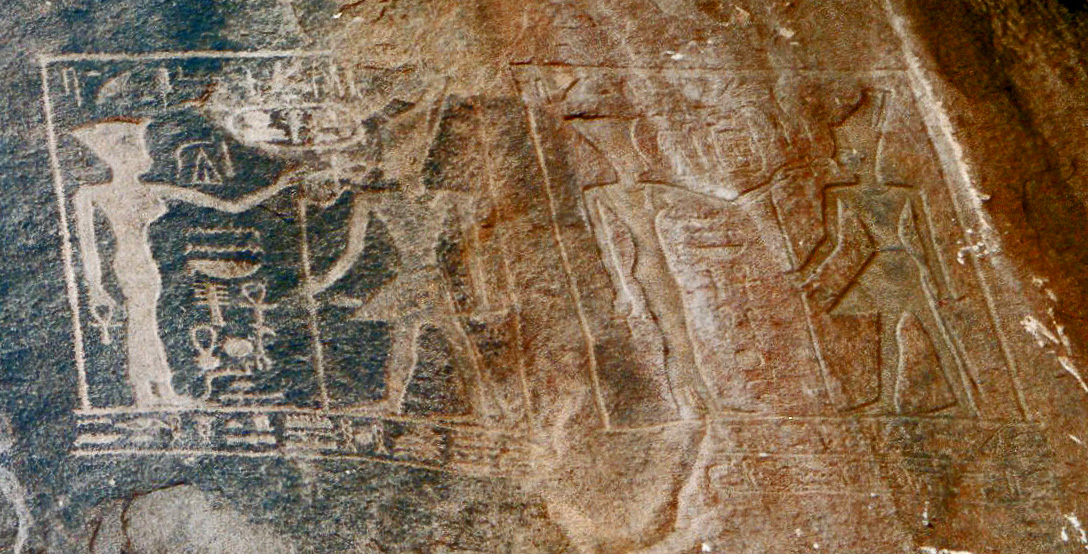
Nữ thần Anuket ban sự sống cho Neferhotep (đảo Sehel)

Những dòng chữ khắc đến từ Aswan cho biết rằng Neferhotep I đã có ít nhất hai người con tên là Haankhef và Kemi giống với cha mẹ của ông, họ là con của ông với một người phụ nữ có tên là Senebsen. Ông có thể có một người con khác tên là Wahneferhotep. Bất chấp điều này, Neferhotep I đã bổ nhiệm người em trai Sihathor làm đồng nhiếp chính trong những tháng cuối thuộc triều đại của ông và khi cả Sihathor và Neferhotep I qua đời vào khoảng cùng một thời điểm, họ đã được kế vị bởi một người em trai khác, Sobekhotep IV.
Sobekhotep IV, với triều đại của ông ta đánh dấu giai đoạn đỉnh cao của vương triều thứ 13, đề cập đến trên một tấm bia (Cairo JE 51911) mà được đặt tại ngôi đền Amun ở Karnak rằng ông ta được sinh ra ở Thebes:
Đức vua của ta [đã đến] thành phố Miền Nam bởi vì ta đã muốn nhìn thấy vị thần oai nghiêm; đó là thành phố của ta nơi mà ta được sinh ra. ... Ta đã nhìn thấy sự mãnh liệt trong vẻ uy nghiêm của ngài(tức là Amun) ở mọi ngày hội khi ta là một đứa trẻ vẫn còn chưa hiểu biết.
Tương tự như vậy, Neferhotep I có thể cũng đã được sinh ra ở Thebes; mặc dù kinh đô của Ai Cập dưới thời vương triều thứ 13 vẫn là Itjtawy ở phía Bắc, gần ngôi làng el-Lisht ngày nay.

## Trị vì

### Chứng thực
Hiện vật

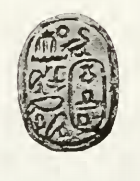
Con dấu bọ hung đọc là "Người con trai của Re, Neferhotep, sinh ra bởi người mẹ hoàng gia, Kemi".

Neferhotep I được biết đến từ một số lượng hiện vật tương đối lớn được tìm thấy trên một khu vực rộng lớn từ Byblos về phía Bắc cho tới các pháo đài của người Ai Cập ở Buhen và Mirgissa ở Hạ Nubia về phía Nam xuyên suốt tất cả các vùng của Ai Cập, đặc biệt là ở phần phía Nam của Thượng Ai Cập. Sự chứng thực duy nhất được biết đến ở Hạ Ai Cập là một đồ vật hình bọ hung đến từ Tell el-Yahudiya. Những sự chứng thực khác bao gồm trên 60 con dấu hình bọ hung, hai con dấu hình trụ lăn, một bức tượng đến từ Elephantine, và 11 bản khắc đá đến từ Wadi el Shatt el-Rigal, đảo Sehel, Konosso và Philae. Những bản khắc này ghi lại các thành viên trong gia đình của Neferhotep cũng như hai vị quan chức cấp cao phụng sự ông là "Người hiểu biết của hoàng gia Nebankh" và "Quan quốc khố Senebi". 
Hai tấm bia đá được biết đến từ Abydos, một trong số đó chiếm đoạt từ vua Wegaf và có niên đại vào năm trị vì thứ tư của ông ta, cấm không được xây dựng các ngôi mộ trên con đường thiêng liêng rước Wepwawet. 
Hai ngôi đền chứa hai bức tượng của Neferhotep cũng như là một chiếc bệ có mang các đồ hình của Neferhotep và Sobekhotep IV đã được phát hiện ở Karnak. Ngoài ra còn có một vài chứng thực nữa đến từ vùng đất Faiyum vốn là nơi đặt kinh đô của Ai Cập vào thời điểm đó, đặc biệt là một bức tượng của nhà vua hiến dâng cho thần Sobek và Horus của Shedet, ngày nay đang trưng bày tại Bảo tàng khảo cổ học Bologna.
Các bản Danh sách vua
Ngoài những chứng thực cùng thời kể trên, Neferhotep còn được ghi lại trong mục thứ 34 của bản danh sách vua Karnak cũng như là cột thứ 7, hàng thứ 25 của cuộn giấy cói Turin. Bản danh sách vua Turin còn ghi lại một triều đại kéo dài 11 năm và 1 tới 4 tháng dành cho Neferhotep, triều đại lâu dài thứ hai hoặc thứ ba sau Merneferre Ay (23 năm) và Sobekhotep IV (9–12 năm).

## Niên đại
Vị trí tương đối của Neferhotep I trong biên niên sử được đảm bảo thông qua cuộn giấy cói Turin cũng như là qua các chứng thực đương thời. Ông là người đã kế vị Sobekhotep III và là tiên vương của Sobekhotep IV. Bởi vì cha của ông Haankhef và Kemi cũng được chứng thực tốt như vậy và được biết đến là không có tước hiệu nào khác ngoài những tước hiệu "Cha của vị thần" và "Người mẹ của đức vua", các nhà Ai Cập học như là Kim Ryholt và Darrell Baker tin rằng Neferhotep I là một người không có dòng dõi hoàng gia và đã cướp ngôi vua. Gia cảnh quân sự của gia đình ông có thể đóng một vai trò trong điều này.
Đối lập với điều này, vị trí chính xác của Neferhotep trong biên niên sử lại đang được tranh luận với việc Ryholt và Baker lần lượt xem ông là vị pharaon thứ 26 và 27 của vương triều thứ 13 trong khi Detlef Franke và Jürgen von Beckerath tranh luận rằng ông chỉ là vị vua thứ 22. Tương tự, khoảng thời gian chính xác cho triều đại của Neferhotep chênh lệch nhau tới 40 năm giữa các học giả, với Kim Ryholt xác định thời điểm bắt đầu triều đại của ông vào khoảng năm 1740 TCN và Thomas Schneider là khoảng 1700 TCN.

### Giới hạn cai trị

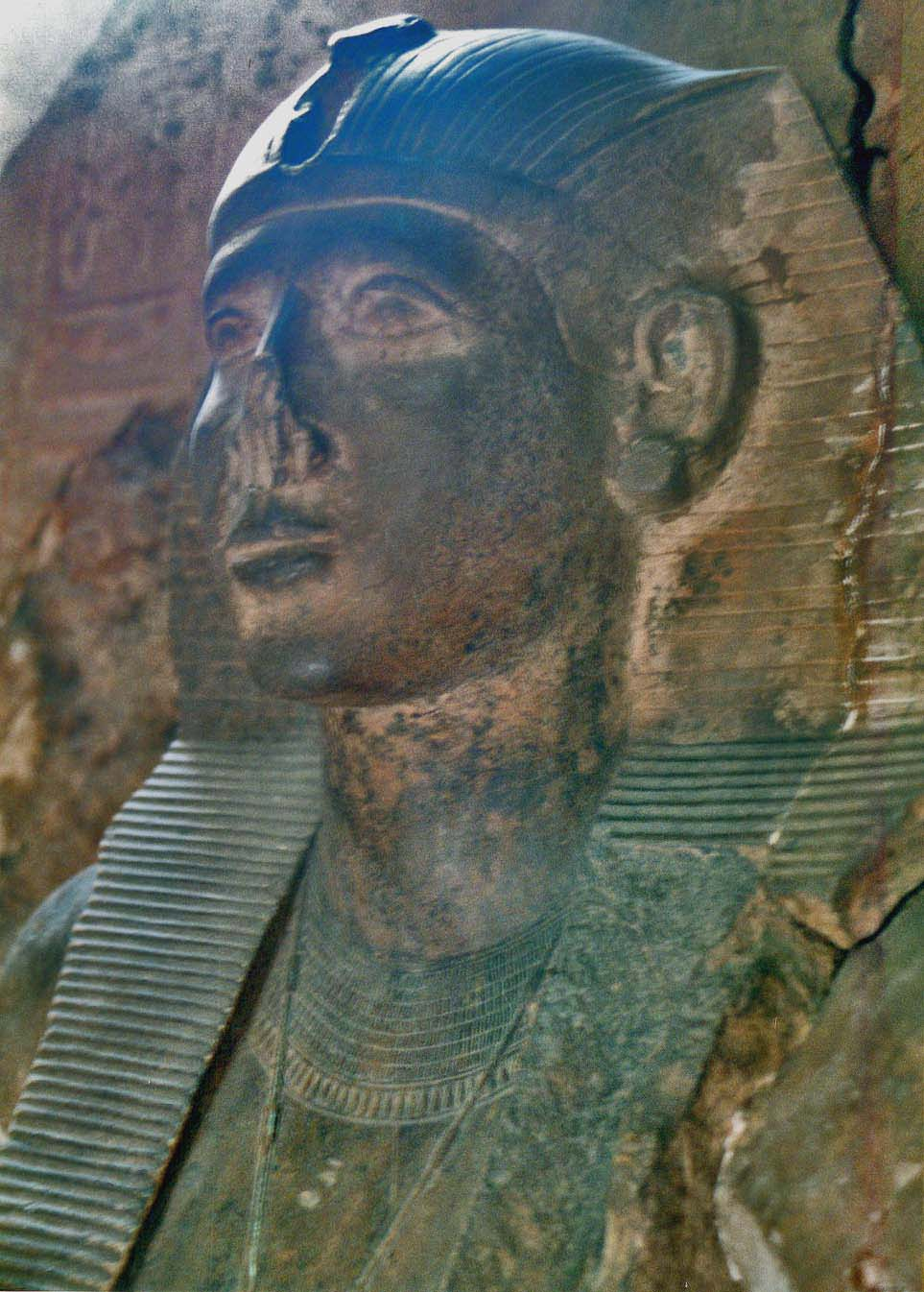
Bức tượng của Neferhotep I từ naos đầu tiên của ông được tìm thấy ở Karnak, ngày nay nằm tại bảo tàng Ai Cập.

Dù cho Neferhotep I đã cướp ngôi vua bằng cách lật đổ Sobekhotep III hoặc được thừa hưởng nó đi chăng nữa, ông đã lên ngôi trong bối cảnh đất nước Ai Cập bị chia cắt. Nhà Ai Cập học Kim Ryholt tin rằng Vương triều thứ 14 gốc Canaan đã tồn tại vào thời điểm đó, tạo thành một vương quốc độc lập kiểm soát tối thiểu là khu vực miền đông châu thổ sông Nile. Điều này có thể giải thích tại sao chứng thực duy nhất của Neferhotep ở Hạ Ai Cập là một con dấu bọ hung duy nhất. Trong khi một số học giả chấp nhập giả thuyết này như Gae Callender, Janine Bourriau và Darrell Baker, nó lại bị phản bác bởi một số người khác như Manfred Bietak, Daphna Ben-Tor và James and Susan Allen, họ tranh luận rằng Neferhotep I đã trị vì toàn bộ Ai Cập. Điều này có thể chứng thực thông qua một số chứng thực của Neferhotep được tìm thấy ở đông bắc Ai Cập, ở khu vực Levant, đặc biệt là tấm bia đá của viên tổng đốc Byblos Yantinu và bốn con dấu bọ hung đến từ Canaan, điều này chỉ ra rằng ông ông vẫn nắm giữ đủ quyền lực để duy trì mối quan hệ thương mại với vùng đất này.
Ngoài ra, các cuộc khai quật gần đây đã phát hiện ra những con dấu thuộc về người em trai của Neferhotep là Sobekhotep IV gần với các con dấu của vị vua Hyksos hùng mạnh thuộc Vương triều thứ 15 là Khyan (c.1650–1550 TCN) trong một phạm vi khảo cổ học dầy đặc, có thể ngụ ý rằng hai vị vua này là cùng thời. Nếu đều này là đúng, Neferhotep I sẽ cai trị cùng thời với Khyan hoặc một trong số những vị tiên vương của ông ta, như là Sakir-Har, và sẽ không cai trị toàn bộ khu vực đồng bằng châu thổ. Hiện nay kết luận này hiện đang gây ra sự tranh cãi lớn bởi vì Sobekhotep IV và Khyan cách nhau khoảng 100 năm trong bảng niên đại Ai Cập theo quy ước.

### Các hoạt động
Bất chấp một số lượng lớn các chứng thực được để lại bởi Neferhotep I, có tương đối ít các hoạt động được ông thực hiện trong suốt triều đại kéo dài cả thập kỷ của mình mà được chúng ta biết đến. Chiếc đôn của Neferhotep I và Sobekhotep IV cũng như là điện thờ nhỏ của Neferhotep được phát hiện bởi Georges Legrain ở Karnak biểu thị rằng ông đã xây dựng một số công trình xây dựng tại đó. Điều này được chứng thực thêm nữa bởi phát hiện vào năm 2005 ở Karnak của một điện thờ nhỏ thứ hai chứa một bức tượng đôi tự nắm lấy tay mình thuộc về Neferhotep với chiều cao 1,80 m (5,9 ft). Điện thờ nhỏ này nằm bên dưới nền móng đài kỷ niệm phía bắc của Hatshepsut.
Công trình kỷ niệm quan trọng nhất của vị vua này còn tồn tại tới ngày nay là một tấm bia đá lớn, bị xói mòn nặng nề có niên đại là vào năm trị vì thứ hai của Neferhotep và được tìm thấy ở Abydos. Những câu khắc trên tấm bia này là một trong số ít những văn bản hoàng gia Ai Cập ghi lại cách một vị vua có thể tưởng tượng và ra lệnh tạo ra một bức tượng điêu khắc. Như thường lệ, tấm bia đá này bắt đầu với vương hiệu của Neferhotep:
Sự oai nghiêm của thần Horus: Vị thần sáng tạo nên hai vùng đất, Vị thần của Hai Công Nương: Khai sáng Chân Lý, Chim Ưng Vàng: Sự Vĩnh Cửu của Tình Yêu, Vua của Thượng và Hạ Ai Cập Khasekhemre, Người con trai của Ra Neferhotep, sinh ra bởi người mẹ của Đức vua Kemi, ban tặng sự sống, kiên định, và quyền lực giống như Ra mãi mãi.
Tiếp đó nó còn mô tả cách Neferhotep, ngự trị trong cung điện của ông "Vẻ đẹp cao quý" mà dường như nằm tại Itjtawy, khao khát rằng một bức tượng của thần Osiris sẽ được tạo ra để cho nó tham gia vào lễ hội hàng năm được tổ chức nhằm tôn vinh vị thần này tại Abydos ở Thượng Ai Cập. Cuối cùng, Neferhotep đầu tiên hỏi các quan lại của mình về quy trình liên quan đến việc tạo ra các bức tượng thiêng liêng mà được cho là nằm trong "các bản ghi chép xa xưa của Atum". Các quan lại của ông sau đó đưa ông ta tới một thư viện của ngôi đền mà các bản ghi chép đang nằm tại đó và ông ra lệnh cho một sứ giả, "Người coi giữ Tài Sản của Hoàng Gia", được phái tới lễ hội Abydos. Trong khi đó, hoặc trước khi phái vị sứ giả đi, bức tượng của thần Osiris được làm từ bạc, vàng và đồng, tác phẩm này đang được thực hiện dưới sự giám sát của nhà vua. Cuối cùng, nhà vua tự mình đi tới Abydos để tổ chức lễ hội của thần Osiris.
Một cách tổng quát hơn, thời kỳ cai trị của Neferhotep dường như đã là một giai đoạn thịnh vượng bởi vì có nhiều công trình của các cá nhân có niên đại thuộc về triều đại của ông và anh trai của ông, và đặc biệt là trong nghệ thuật điêu khắc khi mà có một số tác phẩm nghệ thuật với chất lượng đặc biệt xuẩt sắc đã được tạo ra.

### Lăng mộ
Vào thời điểm năm 2017, lăng mộ của Neferhotep I vẫn chưa được xác định một cách chính thức, mặc dù một bằng chứng chắc chắn cho sự tồn tại của nó ngày nay nằm ở Abydos. Từ năm 2013, một nhóm các nhà khảo cổ học đến từ đại học Pennsylvania dưới sự chỉ đạo của Josef W. Wegner đã tiến hành khai quật một nghĩa địa hoàng gia thuộc giai đoạn cuối thời Trung Vương quốc- Thời kỳ Chuyển tiếp Thứ Hai ở Abydos, nằm dưới chân của một ngọn đồi tự nhiên được người Ai Cập cổ đại gọi với tên Ngọn núi của Anubis. Khu nghĩa địa này nằm ngay cạnh khu phức hợp tang lễ đồ sộ của Senusret III thuộc vương triều thứ 12 và bao gồm hai ngôi mộ lớn khác nữa, mà có khả năng là các kim tự tháp đã được xây dựng trong giai đoạn giữa vương triều thứ Mười Ba, cũng như là không ít hơn tám ngôi mộ hoàng gia, có khả năng là thuộc về vương triều Abydos. Một trong số những ngôi mộ lớn nhất này, mà gần như là đã bị cướp bóc hết của cải và đá trong Thời kỳ Chuyển tiếp Thứ Hai, ngày nay được biết đến với tên gọi ngôi mộ S10, được tin là thuộc về vua Sobekhotep IV, em trai của Neferhote, dựa trên cơ sở đó là một số các hiện vật với tên của Sobkehotep đến từ các ngôi mộ hoàng gia gần đó, như là của Woseribre Senebkay. Như là một kết quả tất yếu, Wegner đề xuất rằng ngôi mộ vô danh, lớn, và nằm cạnh đó là S9 có thể thuộc về Neferhotep I. Các nhà Ai Cập học còn nhận thấy rằng cả hai vị vua này đều đã hoạt động rất tích cực ở vùng đất Abydos dưới triều đại của họ.
Những giả thuyết trước kia có liên quan đến vị trí ngôi mộ của Neferhotep bao gồm đề xuất của Nicolas Grimal, rằng Neferhotep đã được chôn cất trong một kim tự tháp ở el-Lisht, nằm gần với của Senusret I, một quan điểm được chia sẻ bởi Michael Rice. Điều này vẫn còn là phỏng đoán, bởi vì không có hiện vật nào cho phép xác định Neferhotep là chủ nhân của một kim tự tháp như vậy mà được tìm thấy. Giả thuyết của Grimal dựa trên bằng chứng gián tiếp: sự hiện diện của một đồ vật hình bọ hung của Neferhotep ở Lisht cũng như là việc phát hiện ra shawabti của một vị hoàng tử Wahneferhotep "(Vua) Neferhotep tồn tại" ở gần cánh cổng phía bắc của ngôi đền tang lễ thuộc khu phức hợp kim tự tháp Senusret I. Shawabti này được bọc trong vải lanh và được đặt trong một cỗ quan tài nhỏ, mà có niên đại thuộc về vương triều thứ 13 dựa trên cơ sở phong cách. Điều này cùng với tên của Wahneferhotep và tước hiệu của ông ta "Người con trai của đức vua" ngụ ý rằng Wahneferhotep dường như là con trai của Neferhotep I, và được chôn cất trong khu vực lân cận với kim tự tháp của cha mình.
Mặt khác, Dawn Landua-McCormack đề xuất rằng Kim tự tháp Nam Saqqara có thể là một ứng viên cho địa điểm chôn cất Neferhotep. Kim tự tháp này, với niên đại thuộc về giai đoạn trung kỳ vương triều thứ 13, được xây dựng với hai phòng chứa quách công phu mà có thể được dành riêng cho hai vị vua anh em giàu có của giai đoạn này chẳng hạn là Neferhotep I và Sobekhotep IV.

## Đồng nhiếp chính
Chúng ta không biết rõ là Neferhotep I đã qua đời trong hoàn cảnh nào sau triều đại kéo dài 11 năm của mình. Người kế vị của ông là người em trai, Sobekhotep IV, người có lẽ là vị vua quan trọng nhất của vương triều thứ 13. Một người em trai khác, Sihathor, xuất hiện trên cuộn giấy cói Turin với tư cách là người kế vị nhưng dường như ông ta chỉ cai trị vài tháng với vai trò là đồng nhiếp chính với Neferhotep I và chưa bao giờ là một vị vua độc lập, dường như là vì ông ta đã qua đời trước người anh của mình. Sau điều này, có khả năng rằng Neferhotep I đã phong cho người em trai Sobekhotep IV làm đồng nhiếp chính. Có hai bản khắc từ Sehel miêu tả Neferhotep I, Sihathor và Sobekhotep IV, điều này có thể có nghĩa rằng họ có thể đã cai trị cùng nhau, mặc dù Sihathor được tuyên bố là đã qua đời trên cả hai bản danh sách. Một mảnh bằng chứng khác đó là một bản khắc từ Wadi Hammamat cho thấy đồ hình của Neferhotep I và Sobekhotep IV nằm ngang hàng, và cạnh nhau. Một số nhà Ai Cập học xem đây là bằng chứng cho một giai đoạn đồng trị vì giữa hai vị vua, trong khi những người khác bao gồm cả Ryholt, bác bỏ cách giải thích này và cho rằng bản khắc trên đã được Sobekhotep tạo ra để tôn vinh người em đã khuất của mình.
Theo các nhà nghiên cứu, các mốc trị vì của ông có thể là:
- 1747 - 1736 TCN: theo Donald Redford[58]
- 1742 - 1733 TCN: theo Kim Ryholt[59]
- 1741 - 1730 TCN: theo Nicolas Grimal[60]
- 1740 - 1729 TCN: theo Gae Callender[61]
- 1721 - 1710 TCN: theo Erik Hornung, Rolf Krauss và David Warburton[62]
- 1705 - 1694 TCN: theo Thomas Schneider[63]

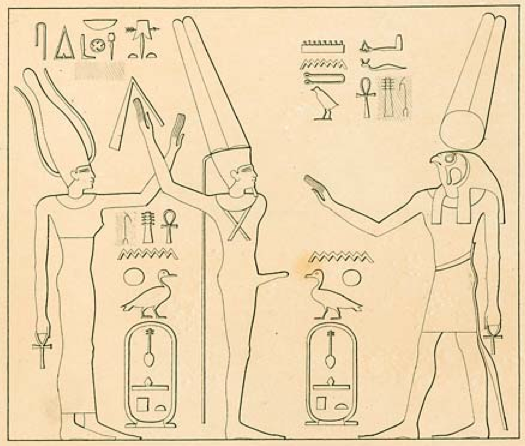
Bản khắc trên đá tại Konosso cho thấy 3 vị thần Satis, Min và Montu (trái qua) cùng khung tên của nhà vua

## Đồng nhất về mặt lịch sử
Một tấm bia đá mang tên của Neferhotep I có tầm quan trọng rất lớn đối với các nhà khảo cổ học và sử gia vì nó cho phép một sự đối chiếu giữa các biên niên sử của người Ai Cập và Cận Đông. Tấm bia đá này miêu tả vị "Tổng đốc của Byblos, Yantinu ... được sinh ra bởi tổng đốc Yakin" ngồi trên một chiếc ngai mà ở phía trước của nó là nomen và prenomen của Neferhotep I. Điều này là quan trọng nhờ vào hai lý do: đầu tiên, Yakin có thể được đồng nhất một cách đáng tin cậy với một Yakin-Ilu của Byblos được biết đến từ một con dấu trụ lăn của Sehetepibre, điều này chỉ ra rằng vị vua này và Neferhotep cách nhau một thế hệ. Thứ hai, một vị "Vua của Byblos Yantin-'Ammu" được biết đến từ kho lưu trữ của Mari dường như cũng chính là viên tổng đốc của Byblos Yantinu trên tấm bia đá này. Thực vậy, Byblos là một tỉnh bán tự trị của Ai Cập vào thời điểm đó và "vị vua của Byblos" phải là một vị vua Semit của thành phố và trị vì nó dưới tên của pharaoh. Kho lưu trữ của Mari chủ yếu có niên đại thuộc về triều đại của vị vua cuối cùng của thành phố này, Zimri-Lim, một người cùng thời với Hammurabi, vị vua sau này đã cướp phá Mari. Điều này đem đến sự đồng nhất Neferhotep I – Yantinu – Zimri-Lim – Hammurabi.